# John David Crow
John David Crow (Marion, 8 luglio 1935 – Bryan, 17 giugno 2015) è stato un giocatore di football americano statunitense che ha militato nel ruolo di halfback nella National Football League (NFL). Fu scelto come secondo assoluto nel Draft NFL 1958 dai Chicago Cardinals. Al college giocò a football alla Texas A&M University dove vinse l'Heisman Trophy, il massimo riconoscimento individuale a livello universitario.

## Carriera professionistica
Taylor fu scelto dai Chicago Cardinals come secondo assoluto del Draft 1958. Rimase con essi per sette stagioni, venendo convocato per tre Pro Bowl e stabilendo nel 1962 il primato di franchigia di 14 touchdown su corsa segnati in una stagione che fu battuto solo nel 2016 da David Johnson. Nel 1965 passò ai San Francisco 49ers con cui fu convocato per un altro Pro Bowl. Si ritirò dopo la stagione 1968.
Crow detiene il maggior numero di passaggi completati della storia per un giocatore non nel ruolo di quarterback, 33, inclusi 5 touchdown.

## Palmarès
- Heisman Trophy (1957)
- (4) Pro Bowl (1959, 1960, 1962, 1965)
- Formazione ideale della NFL degli anni 1960

## Statistiche
| Yard corse | 4.963 |
| Touchdown  | 38    |